# 長野県幼稚園一覧
長野県幼稚園一覧（ながのけんようちえんいちらん）は、長野県の幼稚園の一覧。

## 国立幼稚園
- 信州大学教育学部附属幼稚園

## 公立幼稚園

### 長野市
- 長野市立中条幼稚園

### 松本市
- 松本市立本郷幼稚園
- 松本市立本郷南幼稚園
- 松本市立松本幼稚園

### 上田市
- 上田市立わかくさ幼稚園
- 上田市立ちぐさ幼稚園

### 駒ヶ根市
- 駒ヶ根市立下平幼稚園
- 駒ヶ根市立赤穂南幼稚園

### 飯田市
- 飯田市立鼎幼稚園

### 安曇野市
- 安曇野市立穂高幼稚園

### 木曽郡
- 木曽町立木曽幼稚園

### 上高井郡
- 小布施町立栗ガ丘幼稚園

## 私立幼稚園

### 長野市[1]
- パドマ幼稚園
- 長野幼稚園
- ルンビニ幼稚園
- 長野あけぼの幼稚園
- 古牧あけぼの幼稚園
- あかしや幼稚園
- 和光幼稚園
- 若草幼稚園
- 古里中央幼稚園
- 昭和幼稚園
- みかさ幼稚園
- 長野北幼稚園
- 安茂里幼稚園
- 裾花幼稚園
- こどもの森幼稚園
- 篠ノ井幼稚園
- 俊英幼稚園
- 東長野幼稚園
- 南長野幼稚園

### 須坂市
- 須坂マリア幼稚園
- 豊幼稚園

- 泉園幼稚園
- 須坂双葉幼稚園

- 山びこ幼稚園

### 中野市
- 中野中央幼稚園
- 中野マリア幼稚園

### 飯山市
- 飯山中央幼稚園

### 千曲市
- 稲荷山幼稚園
- 望記念幼稚園
- さゆり幼稚園

### 松本市
- 聖十字幼稚園
- 鈴蘭幼稚園
- 聖テレジア幼稚園
- 松本光明幼稚園

- 白百合幼稚園
- 松本中央幼稚園
- 松本青い鳥幼稚園
- ささべ幼稚園

- 松本南幼稚園
- なぎさ幼稚園
- 松本いずみ幼稚園
- 松本短期大学幼稚園

- 松本神映幼稚園

### 大町市
- 大町幼稚園
- こまくさ幼稚園
- りんどう幼稚園

### 塩尻市
- 塩尻めぐみ幼稚園
- 塩尻幼稚園

- よしだ幼稚園
- サン・サンこども園グレイスフル塩尻

### 岡谷市
- 聖母幼稚園
- ヤコブ幼稚園

- 瑞穂幼稚園
- 岡谷たちばな幼稚園

### 安曇野市
- 豊科幼稚園
- やまぶきこども園

### 北安曇郡
- 白馬幼稚園

### 上田市
- 梅花幼稚園
- たちばな幼稚園
- 聖マリア幼稚園

- 大屋幼稚園
- 上田幼稚園
- 上田南幼稚園

- 上田短期大学附属幼稚園
- 日向幼稚園
- 上田北幼稚園

- いずみ幼稚園

### 小諸市
- 小諸幼稚園
- 暁の星幼稚園

- みすず幼稚園
- 小諸野岸幼稚園

- しらかば幼稚園

### 佐久市
- 力トリック幼稚園
- あさま幼稚園

- 佐久幼稚園
- 佐久南幼稚園

- 白鳩幼稚園
- 浅科幼稚園

### 北佐久郡
- 聖パウロ幼稚園
- 杉の子幼稚園
- 軽井沢幼稚園
- 軽井沢風越学園（幼小中一貫型学園）

### 東御市
- くるみ幼稚園

### 埴科郡
- 坂城幼稚園

### 飯田市
- 慈光幼稚園
- 入舟幼稚園

- 聖クララ幼稚園
- 勅使河原学園幼稚園

- 飯田ルーテル幼稚園

### 諏訪市
- 諏訪聖母幼稚園

### 伊那市
- 伊那緑ケ丘幼稚園
- 緑ケ丘敬愛幼稚園
- 天使幼稚園

### 駒ヶ根市
- 聖マルチン幼稚園

### 茅野市
- 茅野聖母幼稚園

### 諏訪郡
- こひつじ幼稚園

### 上伊那郡
- 聖ヨゼフ幼稚園